# Aughey

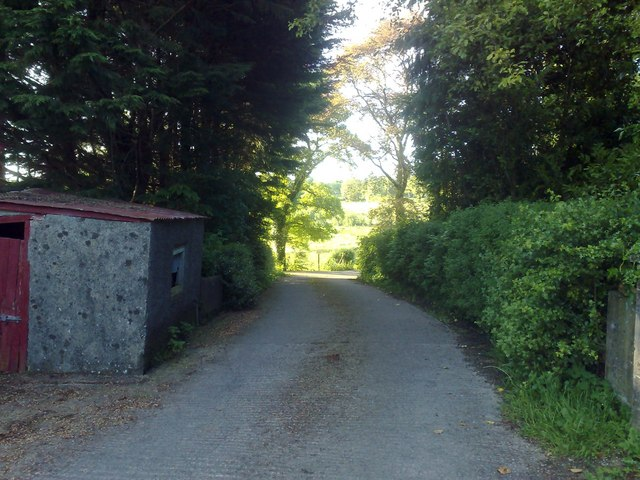
Aughey em 2009.

Aughey (em irlandês:  Achadh Aodha) é uma townland de 109 acres localizada no Condado de Fermanagh, Irlanda do Norte. Situa-se na paróquia civil de Derryvullan e no barony histórico de Tirkennedy.